# مارتن كوستادينوف
مارتن كوستادينوف (بالبلغارية: Мартин Костадинов)‏ هو لاعب كرة قدم بلغاري في مركز الدفاع، ولد في 13 مايو 1996 في فارنا في بلغاريا. شارك مع منتخب بلغاريا تحت 19 سنة لكرة القدم. أما مع النوادي، فقد لعب مع نادي تشيرنو مور فارنا.

## وصلات خارجية
- مارتن كوستادينوف على موقع قاعدة بيانات كرة القدم.إي يو (الإنجليزية)
- مارتن كوستادينوف على موقع Soccerway.com (الإنجليزية)